# Chaetodon tricinctus
Chaetodon tricinctus är en fiskart som beskrevs av Waite, 1901. Chaetodon tricinctus ingår i släktet Chaetodon och familjen Chaetodontidae. IUCN kategoriserar arten globalt som livskraftig. Inga underarter finns listade i Catalogue of Life.